# Glanis
Glanis („glänzender, leuchtender Edelstein“?) ist der gallo-römische Stadtgott von Glanum (Saint-Rémy-de-Provence im Département Bouches-du-Rhône). Er ist auch der Schutzherr der heiligen Quelle, neben der das Heiligtum erbaut wurde. Die Stadt selbst wurde von Kelto-Ligurern erbaut, Ende des 3. Jahrhunderts v. Chr. hellenisiert und bekam im 1. Jahrhundert v. Chr. eine römische Garnison, die den Ort nach der dort verehrten Gottheit benannte. Das Heiligtum stammt allerdings schon aus dem 6.–4. Jahrhundert v. Chr. und wurde von den Römern weiterhin verwendet und erst gegen 270 n. Chr. aufgegeben.
Die drei Muttergottheiten Matres Glanicae (gallische Inschrift: ματρεβο γλανειχαβο) wurden dort gemeinsam mit Glanis verehrt. Eine auf sie bezogene Weiheinschrift rokloisiabo („die Erhörenden“?) ist ebenfalls aufgefunden worden. Im Tempel wurden Nischen mit darin aufbewahrten Schädeln (têtes coupées) gefunden.